# Ein dicker Hund (1982)
Ein dicker Hund ist eine deutsche Filmkomödie von Franz Marischka aus dem Jahre 1982. Die Hauptrollen sind mit Thomas Ohrner und Anja Schüte sowie Rainer Basedow und Gunther Philipp besetzt.
Kinostart war am 17. Dezember desselben Jahres.

## Handlung
Der reiche und dem weiblichen Geschlecht überaus zugetane Eduard von Bittermagen liebt das Wetten über alles, besonders dann, wenn es gegen seinen Leibarzt und Freund Professor Pfiff geht. Er wettet, dass er das in Pfiffs Augen Unmögliche schaffen und seinen Neffen Tommi und Pfiffs Tochter Julia zusammenbringen werde. Dazu holt Bittermagen beide an sein angebliches Sterbebett und verspricht demjenigen sein gesamtes Vermögen, der von fünf versteckten roten Kissen die größere Anzahl finden werde. Er gibt noch preis, dass in jedem der Kissen jeweils ein Hinweis auf den Fundort des nächsten versteckt sei.
Es bilden sich zwei rivalisierende Teams: Tommi mit der hübschen, aber naiv/dummen Eisverkäuferin Bea auf der einen Seite und Julia mit dem befreundeten Jonny auf der anderen. Bittermagens Diener Bronski beobachtet das Rennen und erstattet seinem Chef laufend Bericht.
Um Kissen Nummer eins, das sich in einem Wagen einer örtlichen Fahrschule befindet, entwickelt sich eine haarsträubende Verfolgungsjagd. Professor Pfiff muss indessen die unattraktive und allseits unerwünschte Krankenschwester Helga daran erinnern, dass es ihre Aufgabe sei, sich um Bittermagen zu kümmern, da sie sich lieber Tommi und dessen Suche nach den Kissen anschließt. Diener Bronski hingegen will Julia bei ihrer Suche unterstützen.
Das zweite Kissen dient bei einer Wasserskishow als Dekoration, das dritte ist Teil der Karl-May-Festspiele in Elspe. Vor und während der Western-Vorstellung versuchen nun beide Seiten zum Verdruss des Regisseurs und zur Verwunderung des Publikums, ein rotes Kissen zu ergattern.
In der Schönheitsfarm von Dr. Uhu ist das vierte Kissen verborgen, zudem wird die Privatklinik auch noch von einem irren Bombenleger bedroht, den die Kriminalpolizei im gesamten Gebäude sucht. Wiederum versuchen die gegensätzlichen Parteien während einer turbulenten Jagd durch die Klinik, in den Besitz des Kissens zu gelangen.
Das fünfte und letzte Kissen jedoch händigt der raffinierte Bittermagen schließlich persönlich an Julia aus, um so sicherzustellen, dass nicht nur er die Wette, sondern Julia seinen Neffen Tommi bekommt und somit ebenfalls in den Genuss eines nicht unerheblichen Geldbetrages.

## Produktion und Hintergrund

### Produktionsnotizen
Es handelt sich um eine Produktion der Lisa Film GmbH München. Für die Ausstattung des Films war Robert Fabiankovich verantwortlich, für die Kostüme Rolf Albrecht. Die Produktionsleitung lag bei Erich Tomek, der unter Pseudonym auch am Drehbuch beteiligt gewesen war, und bei Otto W. Retzer.

### Drehorte
Die Dreharbeiten fanden rund um den Wörthersee, u. a. in Krumpendorf und beim Schlosshotel Velden statt. Die Karl-May-Aufnahmen entstanden in Lennestadt im Showpark Elspe Festival. Im Vorspann ging ein Dank an die Gemeinden Velden und Krumpendorf am Wörthersee sowie Jochen Bludau und das Ensemble der Karl-May-Festspiele Elspe für deren Unterstützung.

### Musik
Die Gruppe Relax singt ihre Lieder: Weil i di mog und Nie mehr im Leb’n fahr i Achterbahn, außerdem spielen Franco Andolfo und seine Band den Titel Das waren Zeiten.

### Veröffentlichung, DVD
Der in der Bundesrepublik Deutschland am 17. Dezember 1982 erstmals veröffentlichte Film war in Norwegen unter dem Titel Jakten på den skjulte arv zu sehen, der englische Titel lautet: What a Mess.
Der Film wurde am 25. August 2005 von der UIG Entertainment GmbH auf DVD herausgegeben und am 3. Februar 2012 von der MCP Sound & Media GmbH.

## Kritik
Das Lexikon des internationalen Films schrieb recht neutral von einem „Konfektionslustspiel mit populären Komikern des deutschen Kinos von gestern“.
Die Filmzeitschrift Cinema meinte, „ein dicker Hund“ sei „dieser Klamauk mit Gunther Philipp, Tommi Ohrner und Willy Millowitsch wirklich“ und zog das Fazit: „Nikolaus-Schmankerl für Schrottfilm-Fans“.
Kino.de befand: „Sicherlich keine Sternstunde des deutschen Kinos, zumal die Nerven der Zuschauer zusätzlich durch Charakterdarsteller wie Helga Feddersen und Herbert Fux strapaziert werden.“ Das sei „flacher deutscher Humor aus den frühen achtziger Jahren, in dem Jungstars wie Tommi Ohrner (‚Timm Thaler‘) und Anja Schüte gemeinsam [mit] den alten Haudegen Gunther Philipp und Willy Millowitsch für Unterhaltung sorgen“ sollten. Regisseur Franz Marischka habe es wohl trotzdem gut gefunden und gleich danach einen ähnlichen Film mit Ohrner gedreht. Im deutschen Free-TV konnte man Ein dicker Hund erstmals am 28. April 1995 um 20:15 Uhr auf Super RTL sehen.